# Liste fränkischer Persönlichkeiten

Der fränkische Rechen als Wappen Frankens

Franken ist eine Region im Norden Bayerns und Teilen Hessens, Thüringens und Baden-Württembergs. Diese Liste fränkischer Persönlichkeiten enthält in Franken geborene Persönlichkeiten sowie solche, die in Franken ihren (Haupt-)Wirkungskreis hatten, ohne selbst dort geboren zu sein. Beide Abschnitte sind jeweils chronologisch nach dem Geburtsjahr sortiert. Die Liste erhebt keinen Anspruch auf Vollständigkeit.

## In Franken geborene Persönlichkeiten

### 12. Jahrhundert

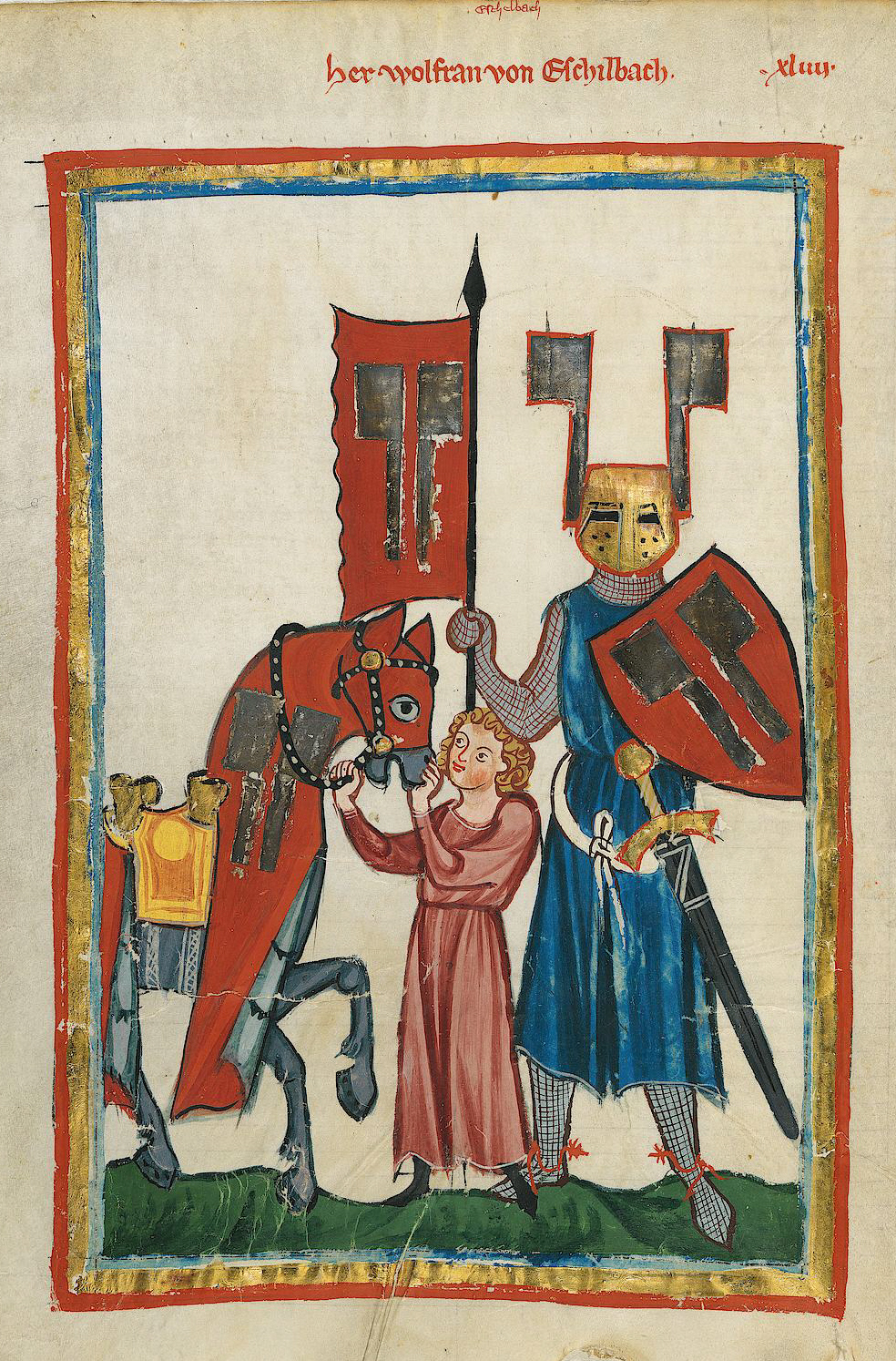
Wolfram von Eschenbach (Codex Manesse)

- Wolfram von Eschenbach (Lebensdaten spekulativ * um 1160/80; † um/nach 1220) war ein deutschsprachiger Dichter und Minnesänger; die mittelhochdeutsche Literatur verdankt ihm mehrere epische Werke

### 14. Jahrhundert

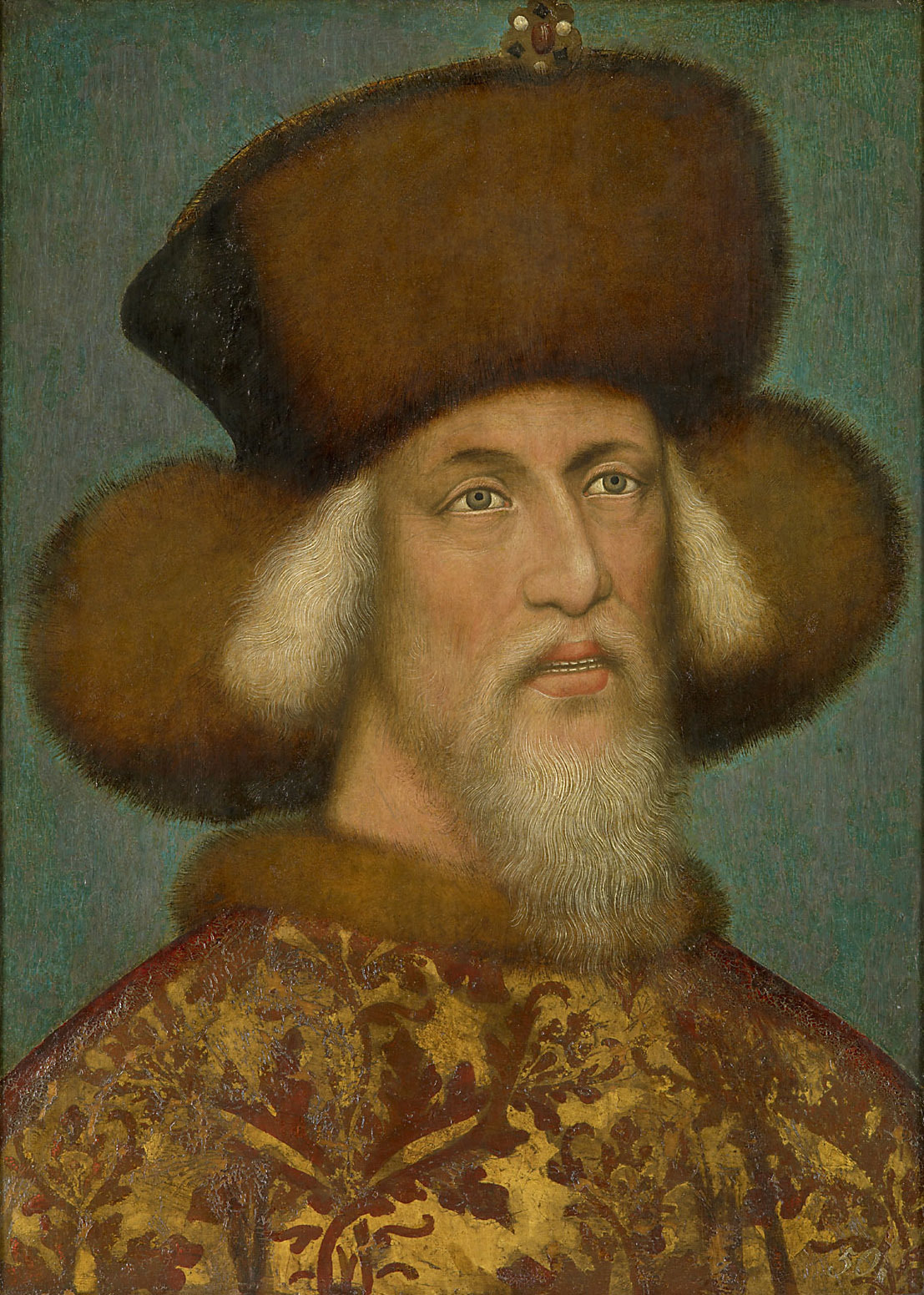
Kaiser Sigismund

- Eppelein von Gailingen, mit richtigem Namen Apollonius von Gailingen (* um 1320 in Illesheim bei Bad Windsheim; † 15. Mai 1381 in Neumarkt in der Oberpfalz), war ein fränkischer Raubritter, der die Handelswege um Nürnberg unsicher machte
- Wenzel von Luxemburg, Beiname der Faule (* 26. Februar 1361 in Nürnberg; † 16. August 1419 auf der Wenzelsburg im heutigen Prag), war König von Böhmen und römisch-deutscher König
- Sigismund von Luxemburg (* 15. Februar 1368 in Nürnberg; † 9. Dezember 1437 in Znaim, Mähren) war Kurfürst von Brandenburg, König von Ungarn, Böhmen und Kroatien sowie römisch-deutscher Kaiser

### 15. Jahrhundert

Albrecht Dürer (Selbstbildnis), 1498

- Johann Müller, bekannt als Regiomontanus (* 6. Juni 1436 in Königsberg; † 6. Juli 1476 in Rom), war ein bedeutender Mathematiker, Astronom und Verleger des Spätmittelalters
- Hartmann Schedel (* 13. Februar 1440 in Nürnberg; † 28. November 1514 ebenda) war ein Arzt, Humanist und Historiker; sein wichtigstes Werk ist die sogenannte  Schedel’sche Weltchronik
- Peter Vischer der Ältere (* um 1455 in Nürnberg; † 7. Januar 1529 ebenda) war ein Bildhauer und Rotschmied aus der Nürnberger Künstlerfamilie Vischer
- Adam Kraft (* zwischen 1455 und 1460 in Nürnberg; † Mitte Januar 1509) war ein Bildhauer und Baumeister zur Zeit der Spätgotik
- Hans Böhm, auch als Pauker von Niklashausen bekannt (* um 1458 in Helmstadt; † 19. Juli 1476 in Würzburg), war Viehhirte, Musikant, Prediger und Initiator der Niklashäuser Wallfahrt von 1476
- Martin Behaim (* 6. Oktober 1459 in Nürnberg; † 29. Juli 1507 in Lissabon) war ein Tuchhändler und portugiesischer Ritter; bekannt geworden ist er als Anreger des ältesten erhaltenen Globus
- Albrecht Dürer (* 21. Mai 1471 in Nürnberg; † 6. April 1528 ebenda) war ein Maler, Grafiker, Mathematiker und Kunsttheoretiker von europäischem Rang; er war ein bedeutender Künstler zur Zeit des Humanismus und der Reformation
- Lucas Cranach der Ältere (* um 1472 in Kronach; † 16. Oktober 1553 in Weimar) war einer der bedeutendsten deutschen Maler und Grafiker der Renaissance
- Peter Henlein (* um 1479 in Nürnberg; † August 1542 ebenda) war ein Schlossermeister und wohl Erfinder der am Körper tragbaren Uhr in Deutschland
- Götz von Berlichingen (* um 1480, Ort ungeklärt, vermutet werden Berlichingen oder Jagsthausen; † 23. Juli 1562 auf Burg Hornberg in Neckarzimmern) war ein Reichsritter, der vor allem durch seine Rolle im schwäbischen Bauernkrieg und als Vorbild der gleichnamigen Hauptfigur in Johann Wolfgang von Goethes gleichnamiges Schauspiel bekannt wurde; ihm wird auch das so genannte Götz-Zitat zugeschrieben
- Georg Burkhardt Spalatin (* 17. Januar 1484 in Spalt; † 16. Januar 1545 in Altenburg) war ein Humanist, Theologe, Reformator und Historiker
- Adam Ries, oft in der flektierten Form Adam Riese (* 1492 oder 1493 in Staffelstein; † 30. März oder 2. April 1559 vermutlich in Annaberg oder Wiesa), war ein Rechenmeister; er gilt allgemein als der Vater des modernen Rechnens
- Hans Sachs (* 5. November 1494 in Nürnberg; † 19. Januar 1576 ebenda) war ein Schuhmacher, Spruchdichter, Meistersinger und Dramatiker

### 16. Jahrhundert

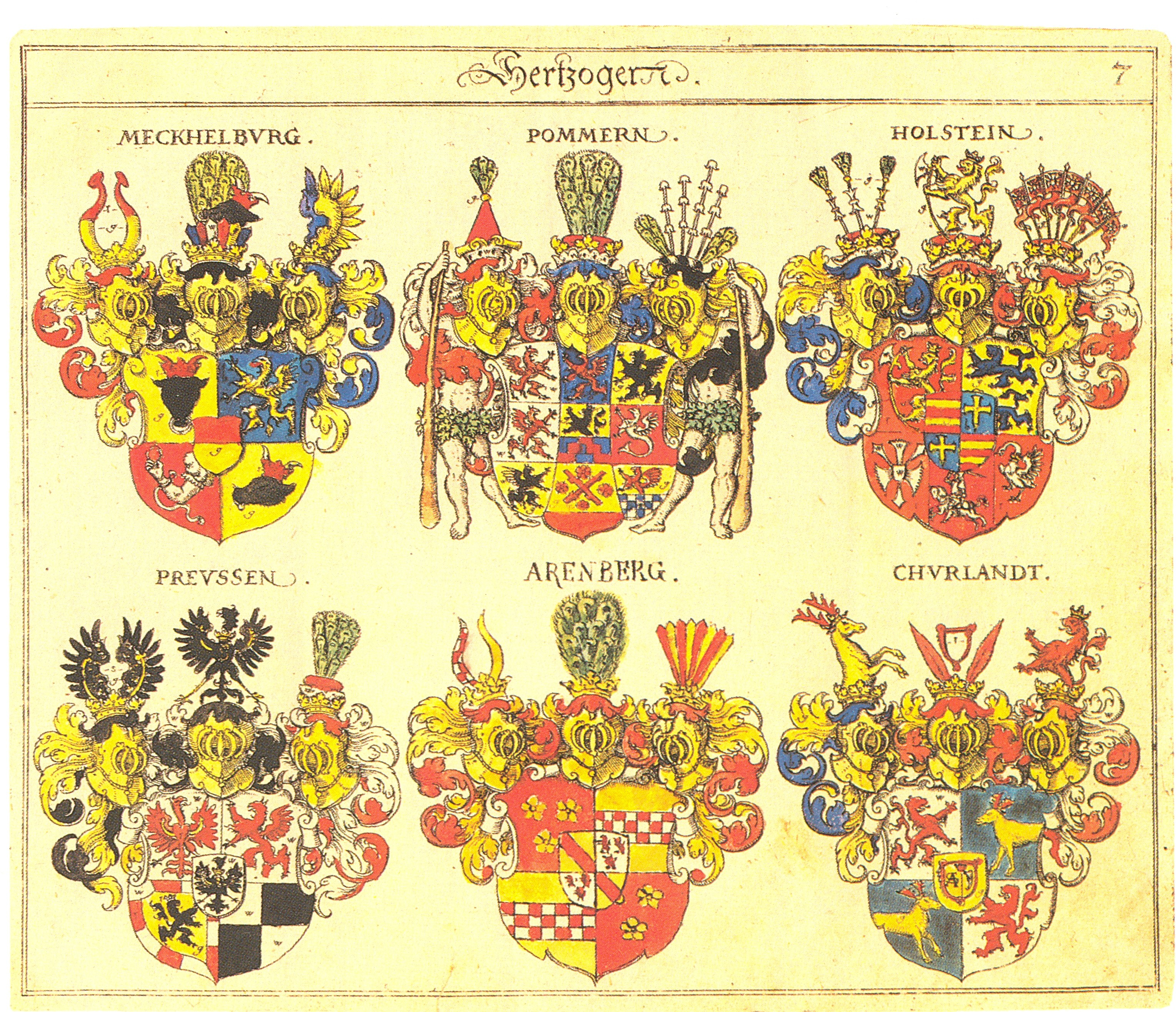
Wappen einiger Herzöge aus Siebmachers Wappenbuch von 1605

- Matthias Grünewald (* 16. Jahrhundert) war ein Maler und Grafiker und gilt als großer, bedeutender Vertreter der Renaissance
- Christophorus Clavius (* 25. März 1538 in oder bei Bamberg; † 6. Februar 1612 in Rom) war Mathematiker und Jesuitenpater am Collegio Romano; er war Vorreiter des Gregorianischen Kalenders
- Julius Echter von Mespelbrunn (* 18. März 1545 in Mespelbrunn; † 13. September 1617 auf der Festung Marienberg in Würzburg) war Fürstbischof von Würzburg, Herzog in Franken und bedeutender Vertreter der Gegenreformation
- Johann Siebmacher, auch Hans Sibmacher und Syber (* um 1561 in Nürnberg; † 23. März 1611 ebenda), war ein Wappenmaler, Kupferstecher, Radierer und Verleger
- Hans Leo Haßler  (getauft 26. Oktober 1564 in Nürnberg; † 8. Juni 1612 in Frankfurt am Main) war ein Komponist, Uhrmacher und Verfertiger von Musikautomaten
- Simon Marius (* 10. Januar 1573jul. in Gunzenhausen; † 26. Dezember 1624jul. / 5. Januar 1625greg. in Ansbach) war ein Mathematiker, Astronom, Arzt und entdeckte fast gleichzeitig mit Galileo Galilei die vier größten Monde des Planeten Jupiter

### 17. Jahrhundert
- Johann Rudolph Glauber (* 10. März 1604 in Karlstadt; † 16. März 1670 in Amsterdam) war ein Apotheker und Chemiker, der viele neue technische Verfahren zur Chemikalienherstellung entwickelte und als ein Begründer der frühen Chemieindustrie gilt
- Johann Lorenz Bausch (gelegentlich auch teillatinisiert Johann(es) Laurentius Bausch; * 30. September 1605 in Schweinfurt; † 17. November 1665 ebenda) war ein deutscher Mediziner (Stadtphysicus) in Schweinfurt, Spitalarzt sowie Mitbegründer und erster Präsident der Leopoldina, der heutigen Nationalen Akademie der Wissenschaften.
- Caspar Schott (* 5. Februar 1608 in Königshofen; † 22. Mai 1666 in Würzburg) war ein wissenschaftlicher Autor und Pädagoge der Barockzeit
- Konrad Feuerlein (* 28. November 1629 in Schwabach; † 28. Mai 1704 in Nürnberg) war ein lutherischer Theologe und Kirchenliedkomponist
- Franz Daniel Pastorius (* 26. September 1651 in Sommerhausen; † 27. September 1719 in Germantown, heute USA) war ein Jurist; er begründete die Deutsche Überseewanderung und war der einzige deutsche Schriftsteller des Barock in Amerika
- Johann Pachelbel (getauft am 1. Septemberjul. / 11. September 1653greg. in Nürnberg; † 3. März 1706 ebenda) war ein Barockkomponist
- Johann Alexander Döderlein (* 11. Februar 1675 in Bieswang; † 23. Oktober 1745 in Weißenburg in Bayern) war ein Weißenburger Gelehrter
- Elias Hügel (* 17. Juni 1681 in Gemünden am Main; † 22. August 1755 in Kaisersteinbruch, heute Burgenland) war ein Baukünstler, Bildhauer, kaiserlicher Hofsteinmetz- und Kirchenbaumeister des Barock und der bedeutendste Meister des Leithagebirges
- Valentin Rathgeber  (* 3. April 1682 in Oberelsbach; † 2. Juni 1750 im Kloster Banz) war ein Benediktinermönch, Komponist, Organist und Chorleiter des Barock
- Johann Georg Pisendel (* 26. Dezember 1687 in Cadolzburg; † 25. November 1755 in Dresden) war ein Violinist und Komponist des Hochbarock
- Johann Philipp Seuffert (* 5. März 1693 in Gössenheim; † 18. Juni 1780 in Würzburg) war ein bedeutender mainfränkischer Orgelbauer
- Lothar Franz von Schönborn (* 4. Oktober 1655 Steinheim am Main; † 30. Januar 1729 in Mainz) war Fürstbischof von Bamberg, Kurfürst von Mainz. Bedeutender Bauherr u. a. Schloss Weißenstein (Pommersfelden)
- Rudolf Franz Erwein von Schönborn (* 23. Oktober 1677 Mainz; † 22. September 1754 Gaibach) war kaiserlicher geheimer Rat, Ritter des Orden vom Goldenen Vlies, Begründer der Linie Schönborn-Wiesentheid

### 18. Jahrhundert

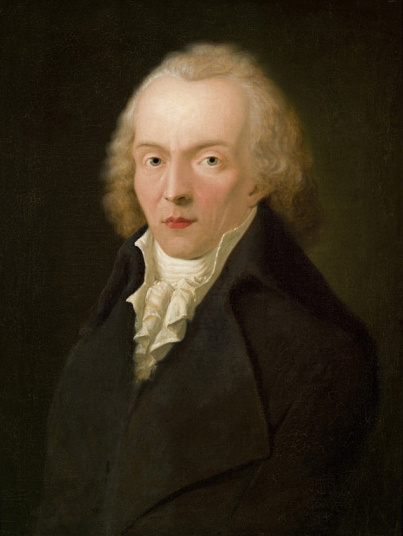
Jean Paul, Gemälde von Heinrich Pfenninger, 1798

- Jean Paul, eigentlich Johann Paul Friedrich Richter (* 21. März 1763 in Wunsiedel; † 14. November 1825 in Bayreuth), war ein Schriftsteller zwischen Klassik und Romantik.
- Johann Wolfgang Döbereiner (* 13. Dezember 1780 in Hof; † 24. März 1849 in Jena) war ein Chemiker, der als Vordenker für die Entstehung des Periodensystems gilt und mit der Untersuchung von Platin den Weg zur Katalyse ebnete
- Georg Zacharias Platner (* 27. Juli 1781 in Nürnberg; † 8. Juli 1862 ebenda) war ein Kaufmann und Politiker; bekannt wurde er als Initiator und Begründer der Bayerischen Ludwigsbahn
- Johannes Scharrer (* 30. Mai 1785 in Hersbruck; † 30. März 1844 in Nürnberg) war Unternehmer, Gründer etlicher Bildungsanstalten in Nürnberg
- Friedrich Rückert (* 16. Mai 1788 in Schweinfurt; † 31. Januar 1866 in Neuses) war ein Dichter, Übersetzer und einer der Begründer der deutschen Orientalistik
- Georg Simon Ohm (* 16. März 1789 in Erlangen; † 6. Juli 1854 in München) war ein Physiker, der mit seinen Entdeckungen rund um die elektrische Leitfähigkeit von Metallen sich einen Namen gemacht hat
- Karl Ludwig Sand (* 5. Oktober 1795 in Wunsiedel; † 20. Mai 1820 in Mannheim) war ein radikaler Burschenschafter und der Mörder August von Kotzebues
- Heinrich von Gagern (* 20. August 1799 in Bayreuth; † 22. Mai 1880 in Darmstadt) war ein liberaler Politiker im Zeitalter des Vormärz und der Märzrevolution
- Johann Lukas Schönlein oder Johann Lucas Schönlein, geboren als Johann Schönlein (* 30. November 1793 in Bamberg; † 23. Januar 1864 ebenda), war ein deutscher Mediziner, Internist und Pathologe, Hochschullehrer (Professor der Medizin und Lehrstuhlinhaber), Medizinhistoriker, Mäzen und Paläobotaniker. Er gilt als Begründer der modernen klinischen Methode  in Deutschland.

### 19. Jahrhundert

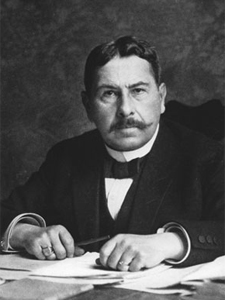
Gustav von Kahr, 1920

- Wilhelm Löhe (* 21. Februar 1808 in Fürth; † 2. Januar 1872 in Neuendettelsau) war einer der bekanntesten evangelisch-lutherischen Pfarrer des 19. Jahrhunderts, dessen Wirken auch auf andere Kontinente ausstrahlte
- Friedrich Gustav Jakob Henle (* 19. Juli 1809 in Fürth; † 13. Mai 1885 in Göttingen) war ein Anatom, Pathologe und Arzt; er entdeckte die später nach ihm benannten Henleschen Schleifen in der Niere
- Otto Ludwig (* 12. Februar 1813 in Eisfeld; † 25. Februar 1865 in Dresden) war ein deutscher Schriftsteller
- Julius Robert von Mayer (* 25. November 1814 in Heilbronn; † 20. März 1878 ebenda) war ein Arzt und Physiker, der als einer der ersten den Ersten Hauptsatz der Thermodynamik formulierte
- Joseph Sachs (* 4. August 1816 in Rödelmaier, Unterfranken; † 12. August 1868 in Bad Kissingen, Unterfranken) war ein deutsch-amerikanischer Pädagoge und Vater des Bankiers Samuel Sachs
- Lothar von Faber (* 12. Juni 1817 in Unterspitzgarten bei Stein; † 26. Juli 1896 in Stein) war ein Großindustrieller

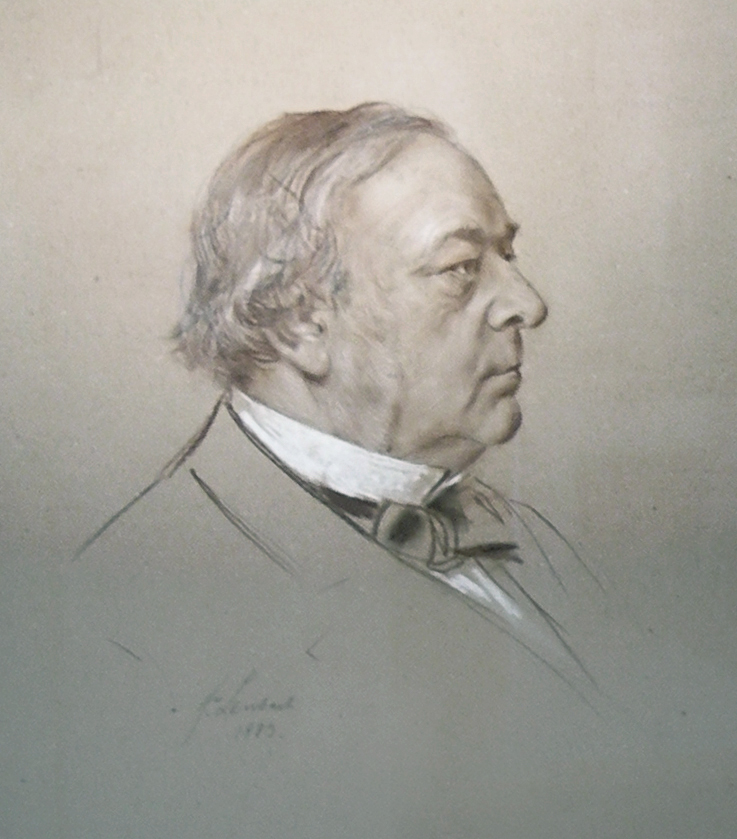
Theodor von Cramer-Klett, 1883

- Theodor von Cramer-Klett (* 27. September 1817 in Nürnberg; † 5. April 1884 in Aschau im Chiemgau) war ein Kaufmann und Industrieller, der als einer der drei wichtigen Wegbereiter der Eisenbahn in Bayern gilt
- August Schleicher (* 19. Februar 1821 in Meiningen; † 6. Dezember 1868 in Jena) war ein Sprachwissenschaftler; gilt als Begründer der Stammbaumtheorie in der vergleichenden Sprachforschung und als Wegbereiter der Indogermanistik
- Marcus Goldman  (* 9. Dezember 1821 in Trappstadt; † 20. Juli 1904 in New York City) war ein deutsch-US-amerikanischer Geschäftsmann und Gründer der Investmentbank Goldman Sachs
- Leopold Ullstein (* 6. September 1826 in Fürth; † 4. Dezember 1899 in Berlin) war ein Verleger
- Levi Strauss (* 26. Februar 1829 in Buttenheim; † 26. September 1902 in San Francisco) war ein deutsch-amerikanischer Industrieller und gilt als einer der Erfinder der Jeans
- Heinrich Berolzheimer (* 6. September 1836 in Fürth; † 15. April 1906 in Nürnberg) war ein Fürther Unternehmer
- Carl von Linde (* 11. Juni 1842 in Berndorf; † 16. November 1934 in München) war ein Ingenieur, Erfinder und Gründer der Linde AG
- Martin Segitz (* 26. Juli 1853 in Fürth; † 31. Juli 1927 ebenda) war ein Gewerkschaftsführer, Politiker (SPD) und bayerischer Ministerpräsident
- Oskar Panizza (* 12. November 1853 in Kissingen; † 28. September 1921 in Bayreuth) war ein Schriftsteller, Satiriker und Publizist
- Hans Heinrich Josef Meyer (* 22. März 1858 in Hildburghausen; † 5. Juli 1929 in Leipzig) war ein deutscher Geograph, Verleger und Forschungsreisender
- Bertha Kipfmüller (* 28. Februar 1861 in Pappenheim; † 3. März 1948 ebendort) war eine Lehrerin, Frauenrechtlerin, Pazifistin und Privatgelehrte; sie war im Jahre 1899 die erste Frau Bayerns, die zum Dr. phil. promoviert wurde
- Gustav Ritter von Kahr (* 29. November 1862 in Weißenburg in Bayern; † 30. Juni 1934 im KZ Dachau) war ein Jurist und Politiker, er amtierte als bayerischer Ministerpräsident und ist vor allem durch seine Rolle bei der Niederschlagung des Hitlerputsches (1923) bekannt
- Karl Fichtel (* 5. Juli 1863 in Schweinfurt; † 7. September 1911 ebenda) war ein Industrieller und Kommerzienrat
- Alois Alzheimer (* 14. Juni 1864 in Marktbreit; † 19. Dezember 1915 in Breslau) war ein Psychiater und Neuropathologe und beschrieb als erster eine Demenzerkrankung, die nach ihm bis heute Alzheimersche Krankheit genannt wird
- Max Dauthendey (25. Juli 1867 in Würzburg; † 29. August 1918 in Malang auf Java) war ein über die Grenzen Frankens hinaus bekannter Dichter und Maler
- Jakob Wassermann (* 10. März 1873 in Fürth; † 1. Januar 1934 in Altaussee) war ein deutsch-jüdischer Schriftsteller, der zu den produktivsten und populärsten Erzählern seiner Zeit zählte
- Gustav Weißkopf (* 1. Januar 1874 in Leutershausen; † 10. Oktober 1927 in Bridgeport, USA) war ein deutsch-amerikanischer Pionier des Motorflugs
- Hans Böckler (* 26. Februar 1875 in Trautskirchen; † 16. Februar 1951 in Düsseldorf) war ein Politiker und Gewerkschaftsfunktionär; bekannt ist er heute hauptsächlich durch die nach ihm benannte Hans-Böckler-Stiftung
- Hans Wilsdorf  (* 22. März 1881 in Kulmbach; † 6. Juli 1960 in Genf) war ein deutsch-britischer Unternehmer, Uhrmacher und Gründer der Rolex-Uhren AG

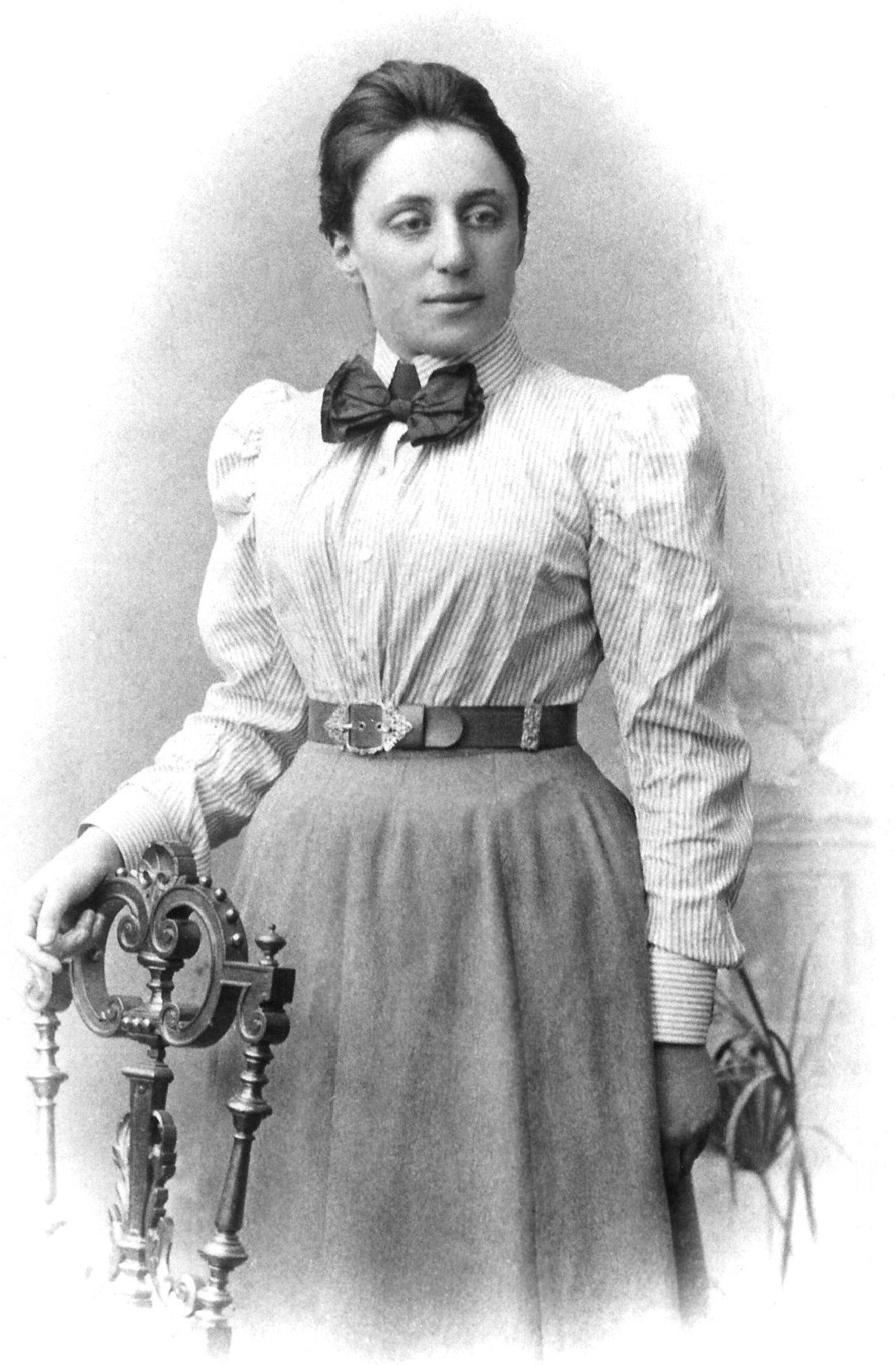
Emmy Noether

- Emmy Noether (* 23. März 1882 in Erlangen; † 14. April 1935 in Bryn Mawr, USA) war eine Mathematikerin, die grundlegende Beiträge zur abstrakten Algebra und zur theoretischen Physik lieferte
- Leonhard Frank (* 4. September 1882 in Würzburg; † 18. August 1961 in München) war einer der bedeutendsten sozialkritischen und pazifistischen Erzähler der ersten Hälfte des 20. Jahrhunderts
- Wilhelm Nußelt (* 25. November 1882 in Nürnberg; † 1. September 1957 in München) war ein Physiker
- Hans Ehard (* 10. November 1887 in Bamberg; † 18. Oktober 1980 in München) war ein Jurist und Politiker der CSU; er amtierte als  Ministerpräsident des Freistaates Bayern
- Hans Vogt (* 25. September 1890 in Wurlitz; † 4. Dezember 1979 in Erlau) war ein Ingenieur und einer der Erfinder des Lichttonverfahrens
- Fritz Rasp (* 13. Mai 1891 in Bayreuth; † 30. November 1976 in Gräfelfing) war ein Schauspieler und Hörspielsprecher, bekannt wurde er vor allem als Filmschurke
- Elly Maldaque (* 5. November 1893 in Erlangen; † 20. Juli 1930) war eine Volksschullehrerin und Opfer der Nationalsozialisten
- Max Spindler (* 28. November 1894 in Birnbaum; † 9. April 1986 in Neunkirchen am Brand) war ein Historiker mit dem besonderen Forschungsschwerpunkt bayerische Landesgeschichte
- Gustav Schickedanz  (* 1. Januar 1895 in Fürth; † 27. März 1977 ebenda) war ein Fabrikant und Unternehmer; Gründer der Quelle AG
- Heinrich Stuhlfauth (* 11. Januar 1896 in Nürnberg; † 12. September 1966 ebenda) war ein Fußballtorwart beim 1. FC Nürnberg
- Willy Sachs (* 23. Juli 1896 in Schweinfurt; † 19. November 1958 in Oberaudorf) war ein Industrieller, SS-Obersturmbannführer und während des Dritten Reichs Wehrwirtschaftsführer
- Georg Schäfer (* 7. September 1896 in Schweinfurt; † 27. Januar 1975 ebenda), war ein Industrieller, Kunstsammler und -mäzen

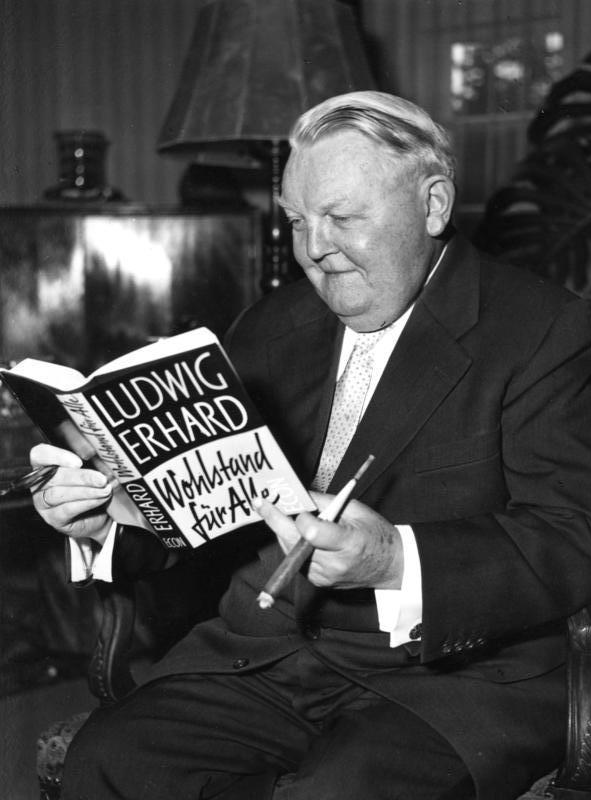
Ludwig Erhard 1957 mit seinem Buch Wohlstand für Alle

- Ludwig Erhard  (* 4. Februar 1897 in Fürth; † 5. Mai 1977 in Bonn) war ein Politiker (CDU), von 1949 bis 1963 Bundesminister für Wirtschaft und von 1963 bis 1966 zweiter Bundeskanzler der Bundesrepublik Deutschland
- Thomas Dehler (* 14. Dezember 1897 in Lichtenfels; † 21. Juli 1967 in Streitberg) war von 1949 bis 1953 war er Bundesminister der Justiz und von 1954 bis 1957 Bundesvorsitzender der FDP
- Rudolf Dassler (* 29. April 1898 in Herzogenaurach; † 27. Oktober 1974 ebenda) war Gründer des Sportartikelherstellers Puma

### 20. Jahrhundert
- Adolf Dassler, auch Adi Dassler genannt (* 3. November 1900 in Herzogenaurach; † 6. September 1978 ebenda), ist der Gründer des Sportartikelherstellers Adidas
- Hanns Seidel (* 12. Oktober 1901 in Schweinheim; † 5. August 1961 in München) war ein Politiker (BVP und CSU) und amtierte als Bayerischer Ministerpräsident

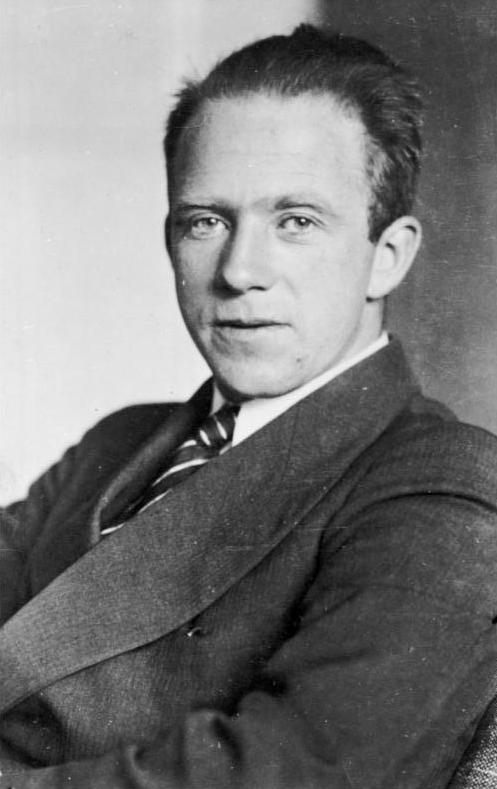
Werner Heisenberg 1933, im Jahr zuvor war er mit dem Nobelpreis für Physik ausgezeichnet worden.

- Werner Heisenberg (* 5. Dezember 1901 in Würzburg; † 1. Februar 1976 in München) war ein Wissenschaftler und Nobelpreisträger, der zu den bedeutendsten Physikern des 20. Jahrhunderts zählt.
- Karl Ludwig Freiherr von und zu Guttenberg (* 22. Mai 1902 auf der Salzburg bei Bad Neustadt; † 23. oder 24. April 1945 in Berlin) war ein Historiker, monarchistischer Publizist und Mitglied des Widerstandskreises vom 20. Juli 1944.
- Karl Borromäus Glock (* 27. Januar 1905 in Nürnberg; † 1. November 1985 in Heroldsberg) war ein Verleger, Schriftsteller und Schlossbesitzer, der sich u. a. für fränkische Geschichte und Mundart eingesetzt hat.
- Käte Strobel (* 23. Juli 1907 in Nürnberg; † 26. März 1996 in Nürnberg) war Politikerin, Bundesministerin für Gesundheitswesen, Bundesministerin für Jugend, Familie und Gesundheit, Mitglied und Vizepräsidentin des Europaparlaments
- Max Grundig (* 7. Mai 1908 in Nürnberg; † 8. Dezember 1989 in Baden-Baden) war der Gründer des gleichnamigen Elektronik-Konzerns Grundig AG und zählt damit zu den bedeutenden Wirtschaftspionieren der Bundesrepublik Deutschland
- Hugo Distler  (* 24. Juni 1908 in Nürnberg; † 1. November 1942 in Berlin) war ein deutscher Komponist und evangelischer Kirchenmusiker. Er gilt als der bedeutendste Vertreter der Erneuerungsbewegung der evangelischen Kirchenmusik nach 1920.
- Wolfgang Preiss (* 27. Februar 1910 in Nürnberg; † 27. November 2002 in Bühl) war ein Schauspieler und Synchronsprecher
- Josef Neckermann  (* 5. Juni 1912 in Würzburg; † 13. Januar 1992 in Dreieich) war ein Versandkaufmann (Neckermann Versand) und erfolgreicher Dressurreiter
- Georg Klaus (* 28. Dezember 1912 in Nürnberg; † 29. Juli 1974 in Ost-Berlin) war ein deutscher Philosoph
- Richard Stücklen (* 20. August 1916 in Heideck; † 2. Mai 2002 in Weißenburg in Bayern) war ein Politiker (CSU); er amtierte als Bundespostminister und als Präsident des Deutschen Bundestages
- Hans Scholl (* 22. September 1918 in Ingersheim; † 22. Februar 1943 in München) war ein Widerstandskämpfer gegen den Nationalsozialismus; er wurde wegen seines Engagements in der Weißen Rose hingerichtet
- Hermann Zapf (* 8. November 1918 in Nürnberg; † 4. Juni 2015 in Darmstadt) war ein Typograf, Kalligraf, Autor und Lehrer
- Sophie Scholl (* 9. Mai 1921 in Forchtenberg; † 22. Februar 1943 in München) war eine Widerstandskämpferin gegen die Diktatur des Nationalsozialismus; sie wurde aufgrund ihres Engagements in der Widerstandsgruppe Weiße Rose hingerichtet
- Fred Delmare, bürgerlich Werner Vorndran, (* 24. April 1922 in Hüttensteinach; † 1. Mai 2009 in Leipzig) war ein deutscher Schauspieler
- Karl Theodor Freiherr von und zu Guttenberg (* 23. Mai 1921 auf Schloss Weisendorf; † 4. Oktober 1972 in Stadtsteinach) war ein deutscher Politiker (CSU).

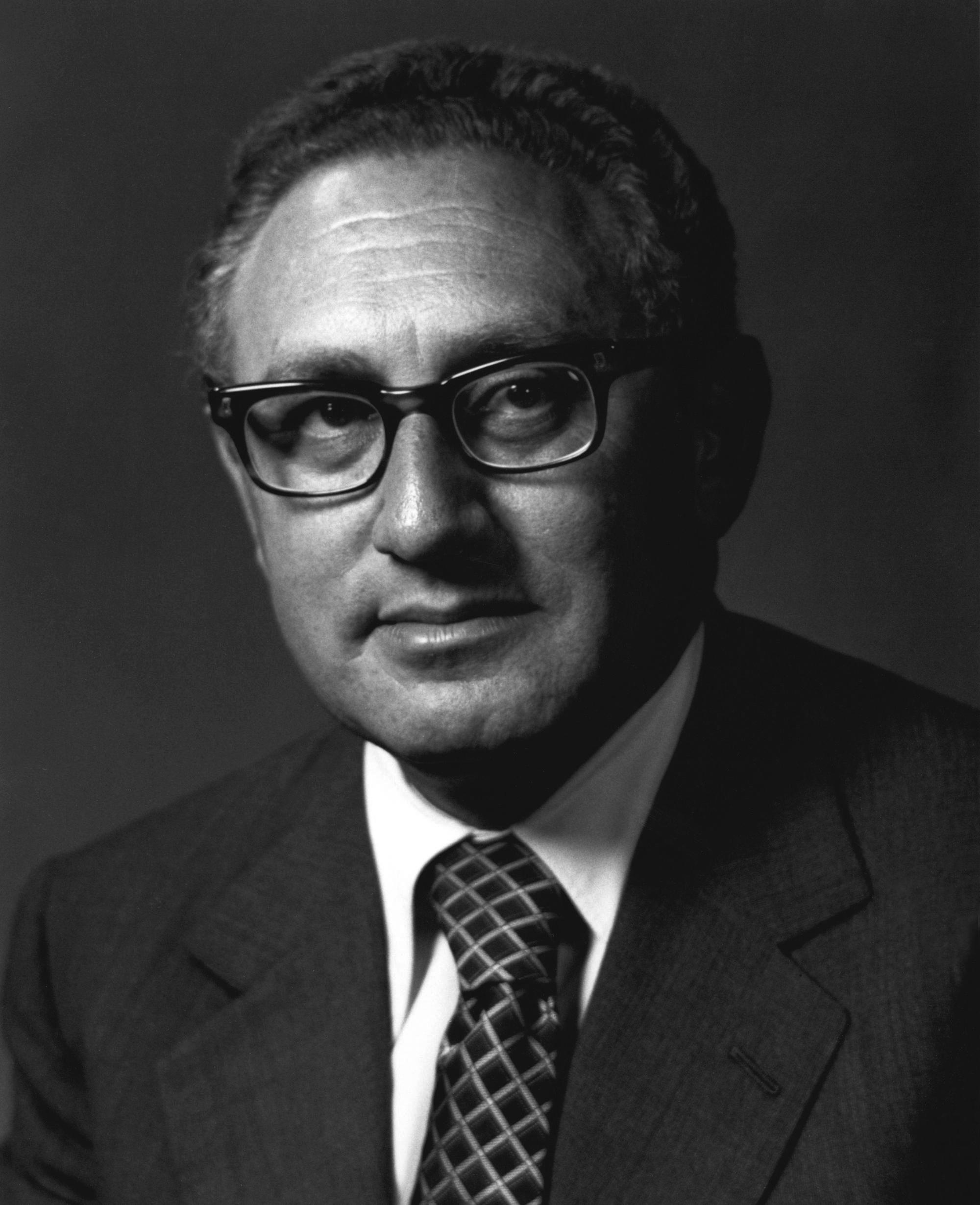
Henry Kissinger als US-Außenminister, 1973

- Henry Kissinger (* 27. Mai 1923 in Fürth; † 29. November 2023 in Kent, Connecticut) war ein US-amerikanischer Politikwissenschaftler und Politiker der Republikanischen Partei, von 1973 bis 1977 war er US-Außenminister, 1973 erhielt er den Friedensnobelpreis
- Olga Knoblach-Wolff (* 9. Juni 1923 auf einem Obstgut in Ansbach; † 11. Juli 2008 in Lohr am Main) war eine Malerin, Grafikerin und Schriftstellerin
- Werner Scheler (* 12. September 1923 in Coburg; † 9. Oktober 2018 in Berlin) war von 1959 bis 1971 Professor, Institutsdirektor und zeitweise Rektor an der Universität Greifswald; von 1979 bis 1990 war er Präsident der Akademie der Wissenschaften der DDR
- Horst Herold (* 21. Oktober 1923 in Sonneberg; † 14. Dezember 2018 in Nürnberg) war von 1971 bis 1981 Präsident des Bundeskriminalamts und ist für seine Rolle in der Terrorismusbekämpfung bekannt
- Elisabeth Welz (* 1924; † 3. Oktober 1997) war eine Volksschauspielerin, die überwiegend in Mundartrollen zu sehen war
- Max Morlock (* 11. Mai 1925 in Nürnberg; † 10. September 1994 ebenda) wurde 1954 Fußball-Weltmeister und zweimal Deutscher Meister
- Tankred Dorst (* 19. Dezember 1925 in Oberlind; † 1. Juni 2017 in Berlin) war ein Dramatiker und Schriftsteller
- Herbert Hisel (* 22. Juni 1927 in Nürnberg; † 21. September 1982 nahe Toronto, Kanada) war in den 1960er und 1970er Jahren der bekannteste fränkische Humorist
- Karl Mai (* 27. Juli 1928 in Fürth; † 15. März 1993 ebenda) war ein Fußballspieler und -trainer, der 1954 Weltmeister wurde
- Anneliese Lussert (* 1. April 1929 in Marktbreit; † 7. Dezember 2006 in Lohr am Main) war eine Wirtin und fränkische Mundartdichterin
- Werner Stötzer (* 2. April 1931 in Sonneberg; † 22. Juli 2010 in Altlangsow) war ein deutscher Bildhauer
- Gunter Sachs (* 14. November 1932 in Mainberg; † 6. Mai 2011 in Gstaad) war ein deutsch-schweizerischer Industriellenerbe, Bobfahrer, Fotograf, Dokumentarfilmer, Kunstsammler, Playboy und Astrologe
- Walter Demel  (* 1. Dezember 1935 in Bayreuth; † 19. April 2023 in Bayreuth) war ein deutscher Skilangläufer
- Heinrich von Pierer (* 26. Januar 1941 in Erlangen) ist ein Manager
- Günther Beckstein  (* 23. November 1943 in Hersbruck) ist ein Jurist und Politiker (CSU); von 2007 bis 2008 war er bayerischer Ministerpräsident
- Barbara Stamm (* 29. Oktober 1944 in Bad Mergentheim;  † 5. Oktober 2022 in Würzburg) war eine Politikerin (CSU) und Präsidentin des Bayerischen Landtags
- Peter Angermann (* 1945 in Rehau) ist ein zeitgenössischer deutscher Maler.
- Dieter Michael Feineis (* 1945 in Würzburg; † 25. Februar 2021) war ein römisch-katholischer Geistlicher und Kirchenhistoriker.
- Hartmut Schmidt (* 21. September 1946 in Bad Mergentheim) ist ein österreichischer Komponist und Musiker
- Robert Hartmann (* 1949 in Seßlach) ist ein zeitgenössischer deutscher Maler
- Maximilian Kerner (* 1949 in Gunzenhausen; † Juli 2005) war ein Nürnberger Lyriker, Liedermacher, Grafiker und Buchhändler.
- Thomas Gottschalk (* 1950 in Bamberg) ist ein Radio- und Fernsehmoderator, Unterhaltungskünstler und Schauspieler, der besonders als Moderator der Fernsehshow Wetten, dass..? bekannt wurde
- Felix Magath (* 1953 in Aschaffenburg) ist ein Fußballtrainer, -manager und ehemaliger Fußballspieler
- Thomas Bach (* 1953 in Würzburg) ist ein Jurist, ehemaliger Fechter und seit 2013 Präsident des Internationalen Olympischen Komitees
- Karlheinz Brandenburg (* 1954 in Erlangen) ist ein Elektrotechniker, Mathematiker und Erfinder des MP3-Formats
- Detlef Ultsch (* 1955 in Sonneberg) ist der erste deutsche Judo-Weltmeister
- Richard Bartsch  (* 1959 in Nürnberg) ist Bezirkstagspräsident von Mittelfranken
- Winfried Bönig (* 1959 in Bamberg) ist ein Organist und Hochschullehrer
- Frank-Markus Barwasser (* 1960 in Würzburg) ist ein deutscher Kabarettist mit Pseudonym Erwin Pelzig
- Lothar Matthäus (* 1961 in Erlangen) ist ein ehemaliger Fußballspieler und -trainer
- Markus Söder (* 1967 in Nürnberg) ist ein CSU-Politiker und seit 2018 bayrischer Ministerpräsident
- Ulf Poschardt (* 1967 in Nürnberg) ist ein Journalist und Autor
- Georg Hagel (* 1968 in Bamberg) ist ein Organist, Regionalkantor und Orgelkünstler
- Matthias Grünert (* 2. Dezember 1973 in Nürnberg) ist Kantor der Dresdner Frauenkirche
- Dirk Nowitzki (* 19. Juni 1978 in Würzburg) gilt als einer der besten Spieler in der Geschichte des Basketballsports
- Drachenlord (* 2. August 1989 in Neustadt an der Aisch, bürgerlich Rainer Winkler), Webvideoproduzent und Influencer

## In Franken lebende und wirkende Persönlichkeiten

### 12. Jahrhundert

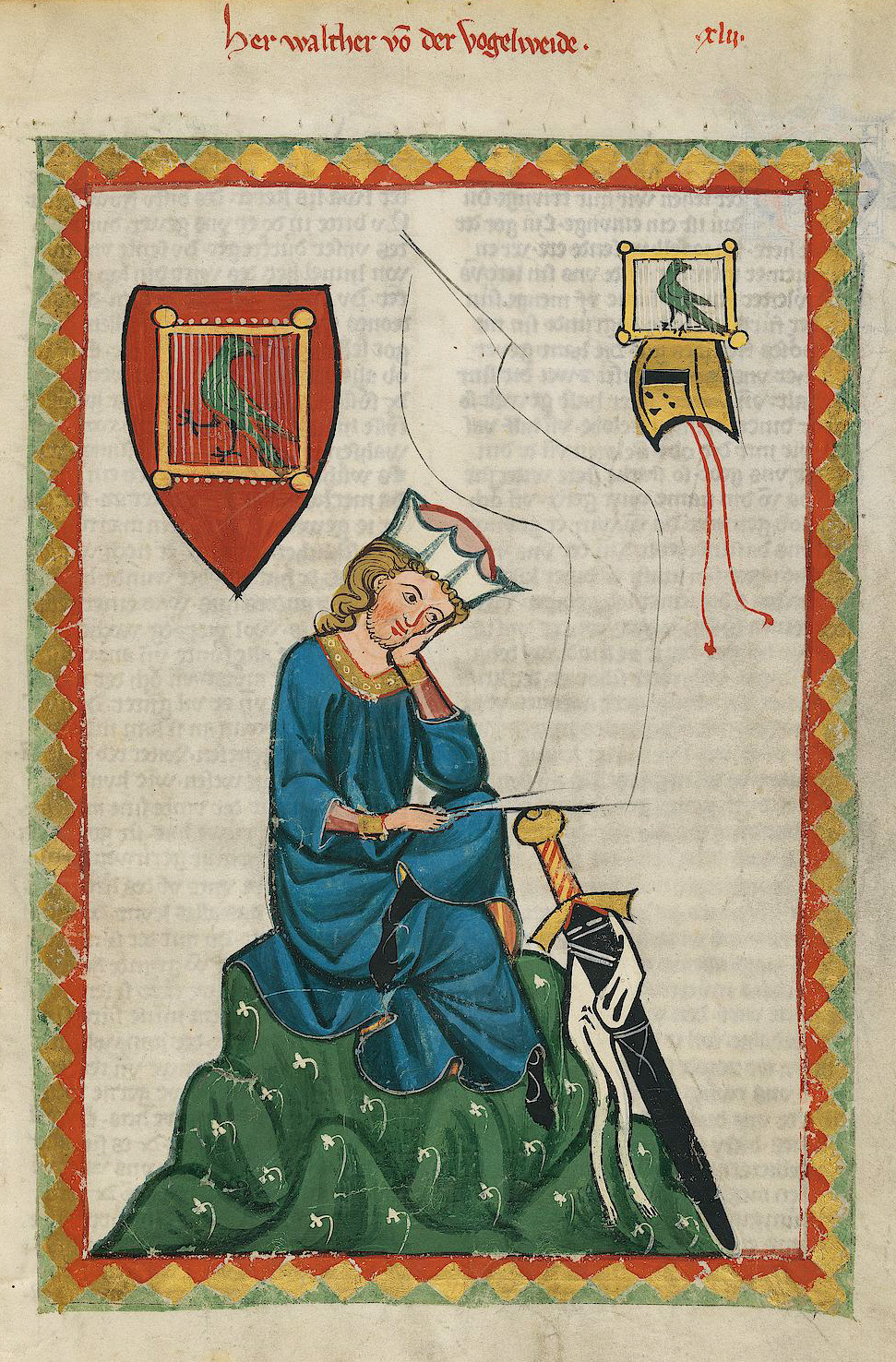
Walther von der Vogelweide (Große Heidelberger Liederhandschrift um 1300)

- Walther von der Vogelweide  (* um 1170, Geburtsort unbekannt; † um 1230, möglicherweise in Würzburg) gilt als der bedeutendste deutschsprachige Lyriker des Mittelalters

### 15. Jahrhundert
- Veit Stoß (* um 1447 in Horb am Neckar; † 1533 in Nürnberg) war ein Bildhauer und -schnitzer der Spätgotik, der vor allem in Krakau und Nürnberg tätig war
- Tilman Riemenschneider (* um 1460 in Heiligenstadt; † 7. Juli 1531 in Würzburg) war einer der bedeutendsten Bildschnitzer und Bildhauer am Übergang von der Spätgotik zur Renaissance um 1500

### 17. Jahrhundert
- Maria Sibylla Merian (* 2. April 1647 in Frankfurt am Main; † 13. Januar 1717 in Amsterdam) war eine Naturforscherin und Künstlerin; war von 1670 bis 1685 in Nürnberg tätig
- Johann Dientzenhofer (* 25. Mai 1663 in St. Margarethen; † 20. Juli 1726 in Bamberg) war ein Baumeister und Architekt der Barockzeit aus der Baumeisterfamilie Dientzenhofer
- Balthasar Neumann (* 27. Januar 1687 in Eger; † 19. August 1753 in Würzburg), war einer der bedeutendsten Baumeister des Barock und des Rokoko in Süddeutschland; zu seinen bekanntesten Werken zählt die Würzburger Residenz

### 18. Jahrhundert
- Wilhelmine von Preußen (* 3. Juli 1709 in Potsdam; † 14. Oktober 1758 in Bayreuth) war die älteste Tochter Friedrich Wilhelm I. und seiner Sophie Dorothea von Hannover; durch Heirat wurde sie Markgräfin von Brandenburg-Bayreuth
- Franz Troglauer (* 8. Juli 1754 in Mantel; † 6. Mai 1801 in Amberg) war ein Räuberhauptmann und Wilderer in der Oberpfalz und Franken
- Friedrich Wilhelm Joseph von Schelling (* 27. Januar 1775 in Leonberg; † 20. August 1854 in Bad Ragaz) war ein Philosoph und einer der Hauptvertreter des Deutschen Idealismus

### 19. Jahrhundert

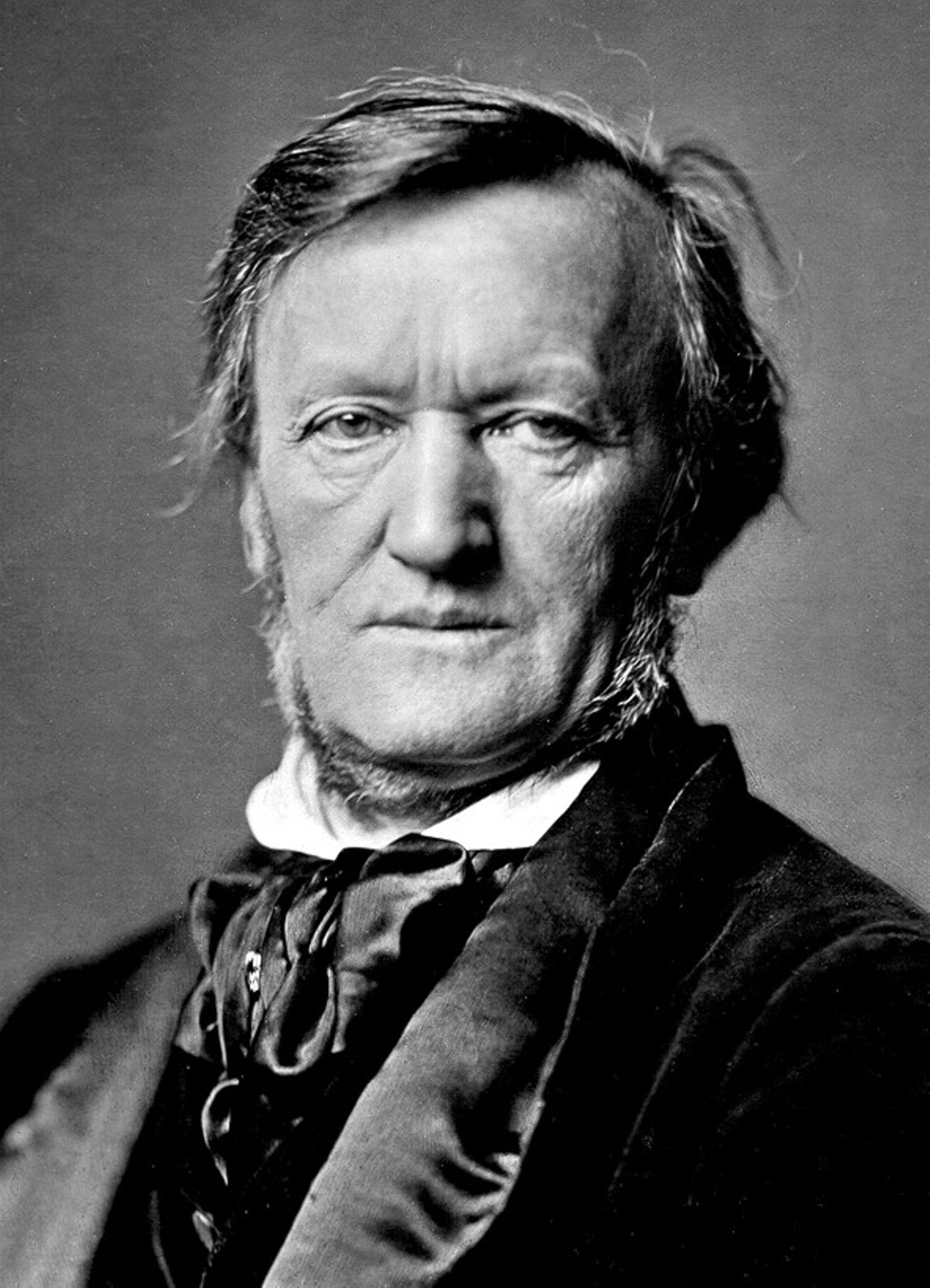
Richard Wagner, 1871

- William Wilson (* 18. Mai 1809 in Walbottle, England; † 17. April 1862 in Nürnberg) war ein britischer Maschineningenieur und Lokführer der ersten deutschen Eisenbahn zwischen Nürnberg und Fürth
- Kaspar Hauser (* angeblich am 30. April 1812; † 17. Dezember 1833 in Ansbach) wurde in der Biedermeierzeit als „rätselhafter Findling“ bekannt
- Richard Wagner (* 22. Mai 1813 in Leipzig; † 13. Februar 1883 in Venedig) gilt als einer der bedeutendsten Erneuerer der europäischen Musik im 19. Jahrhundert; von 1872 bis 1881 arbeitete er in Bayreuth
- Hermann Oberth (* 25. Juni 1894 in Hermannstadt; † 28. Dezember 1989 in Nürnberg) war ein siebenbürgischer Physiker und Raketenpionier; er gilt als einer der Begründer der wissenschaftlichen Raketentechnik und Astronautik sowie als prophetischer Initiator der Raumfahrt und der Weltraummedizin

### 20. Jahrhundert

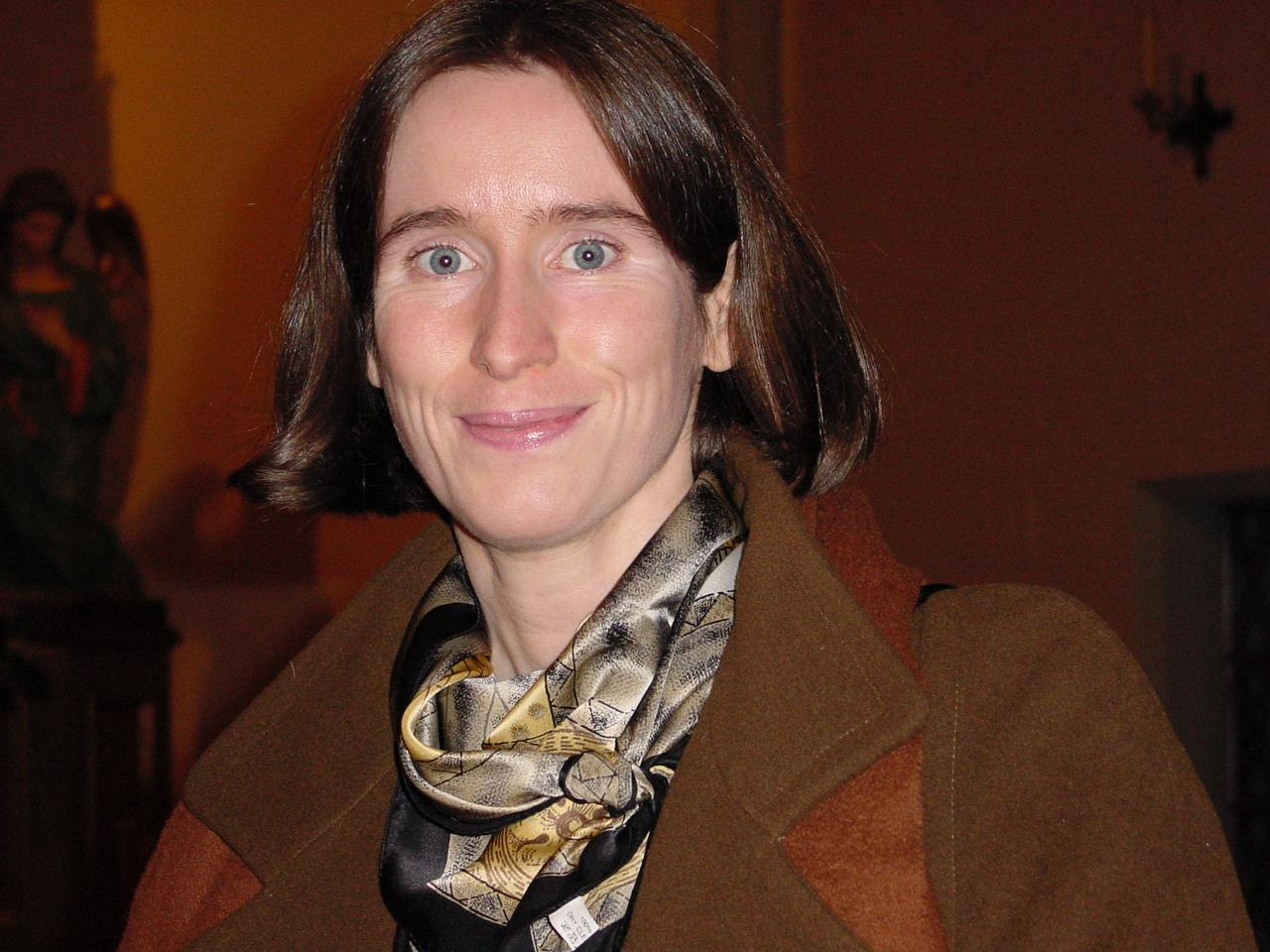
Barbara Stühlmeyer

- Emil Ressel (* 25. Februar 1921 in Bílovec; † 24. Juni 1991 in Erlangen) war Maler, Grafiker und Karikaturist
- Michael Mathias Prechtl (* 26. April 1926 in Amberg; † 19. März 2003 in Nürnberg) war ein Maler, Zeichner und Illustrator
- Karl Braun (* 13. Dezember 1930 in Kempten (Allgäu)), war Bischof von Eichstätt und Erzbischof von Bamberg
- Elke Sommer  (* 5. November 1940 in Berlin) ist eine Schauspielerin, Sängerin, Regisseurin und Malerin
- Renate Schmidt (* 12. Dezember 1943 in Hanau) ist eine Politikerin (SPD)
- Werner Pees (* 1956) ist ein Musiker und Domkapellmeister am Kaiserdom zu Bamberg
- Ludger Stühlmeyer (* 3. Oktober 1961 in Melle) ist ein Kantor, Komponist und Musikwissenschaftler
- Barbara Stühlmeyer (* 12. November 1964 in Bremen) ist eine Autorin und Wissenschaftlerin
- Wolfram Graf (* 1965 in Dornstetten) ist ein Musikwissenschaftler und Komponist